# حسين عمومي
حسين عمومي (مواليد 1944) إيراني المولد موسيقي رئيسي في آلة الناي، ملحن، باحث ومعلم الموسيقى التقليدية الفارسية. وهو أستاذ في الفنون المسرحية الفارسية في قسم الموسيقى في مدرسة كلير تريفور للفنون في جامعة كاليفورنيا ، إيرفين (UCI).

## سيرة شخصية
بدأ عمومي يدرس في سن الرابعة عشرة الناي، وهو آلة عزف القصب التقليدية في إيران. ودرس الموسيقى على يد أستاذ الناي حسن كسائي. درس في بداية حياته المهنية في المعهد الوطني للموسيقى في إيران. في عام 1972، حصل على درجة الدكتوراه في الهندسة المعمارية من جامعة فلورنسا. في عام 1984، انتقل إلى باريس حيث درس في جامعة السوربون.
قام بالعديد من الحفلات الموسيقية والمهرجانات الموسيقية كلاعب في آلة الناي. وهو معروف أيضًا بعمله الأصلي مع الطبول الفارسية التقليدية، ولا سيما التُمبَک والدف.
وكان من بين طلابه علي رضا قرباني وحسام عابديني.